# Армяне в Туркменистане
Армяне в Туркменистане (арм. Թուրքմենստանի հայերը, туркм. Türkmenistanyň ermenileri) — национальная группа в Туркменистане. Отсутствие официальных данных в закрытом Туркменистане по населению не позволяет оценить точное количество армян в стране, однако ориентировочные оценки дают число жителей страны армянского населения от 22 до 25 тыс. человек.

## История

### Российская империя
Появление армян на территории Туркменистана началось в 60-х годах XIX века в период экспансии Российской империи в Центральную Азию, когда в основанный укреплённый форт Красноводск на берегу Каспийского моря начали обосновываться армянские поселенцы из Карабаха, Зангезура и Западной Армении, переселявшиеся в Закаспийскую область ввиду сложной экономической ситуации в поисках работы. Строительство Среднеазиатской железной дороги, путь который начинался из Красноводска, также поспособствовал переселению жителей Армении и армянских населённых пунктов для участия в работах. Их численность, по данным переписи 1897 года, составило 3975 человек.
Следующая волна армянских переселенцев в Туркменистан связана с армяно-татарской резнёй 1905—1906 годов, армянскими погромами в Баку 1918 года, геноцидом армян в Османской империи и армяно-турецкими войнами.

### СССР
Первая перепись населения в СССР 1926 года показало, что численность армян в Туркменской Советской Социалистической Республике составило 13859 человек, что составляло 1,4 % процента от общего населения.
Ашхабадское землетрясение 1948 года унесло жизни более 30 тыс. человек, в том числе и армян, что повлияло за их демографию. Город приезжали отстраивать со всего Советского Союза, в том числе и с Армении.
Новый приток армян в Туркменистан появился в результате армянского погрома в Баку в 1990 году: местных жителей, сумевших пережить резню, на паромах через Каспийское море отправили в прибрежный Красноводск.

### Туркменистан
Начавшаяся политика туркменизации после независимости Туркменистана привела к смещению с различных должностей представителей не титульной нации, которая коснулась и армян. Сложная социально-экономическая ситуация в постсоветском Туркменистане, коренизация и независимость Армении дали возможность этническим армянам иммигрировать на свою историческую родину.

## Численность
По данным Посольства Армении, в Туркменистане проживает 25 тыс. армян, 15 тыс. из которых — в столице Ашхабаде, а по 5-6 тыс. — в Туркменбаши и Мары.

## Культура и школы
В Туркменистане действуют три воскресных школы, одна из которых находится в Ашхабаде при Посольстве Республики Армения в Туркменистане, и две в Туркменбаши и Мари, открытые при поддержке Министерства диаспоры. В 2014 в Ёлётене был открыт армянский класс, однако в 2017 году он был закрыт ввиду сокращения числа учащихся.
В городе Туркменбаши существует одна недействующая армянская церковь на всю страну, построенная в 1903. Также храмы существовали в Кизил-Арбате, Мерве и Чарджоу, закрытые советской властью.

## Известные представители
- Айрапетян, Арам Юрьевич (род. 1986) — армянский футболист.
- Болиян, Александр (род. 1989) — туркменский футболист.
- Геворкян, Артур Александрович (род. 1984) — туркменский футболист.
- Григорьянц, Борис Осипович (1953—2016) — туркменский футбольный тренер.
- Шихмурадов, Борис Оразович (род. 1949) — туркменский политический деятель.
- Асадов, Эдуард Аркадьевич (род. 1923) — русский и советский поэт